# Frances Negrón-Muntaner
Frances Negrón-Muntaner  (nascida em 1966) é cineasta, escritora e estudiosa porto-riquenha. Seu trabalho é focado em uma exploração comparativa da colonialidade, principalmente em Porto Rico e nos Estados Unidos, com atenção especial às interseções entre raça, etnia, gênero, sexualidade e política. É professora de inglês e literatura comparada e foi diretora do Centro de Estudos de Etnia e Raça da Universidade Columbia, em Nova York. Ela também contribuiu para o Huffington Post, El Diario/La Prensa e 80grados, e desde 2008 atua como especialista global do mecanismo de mídia de resposta rápida das Nações Unidas. Ela é uma das artistas lésbicas porto-riquenhas mais conhecidas atualmente vivendo nos Estados Unidos. 

## Vida e educação
Negrón-Muntaner nasceu em Santurce, Porto Rico. Ela vem de uma família de acadêmicos: seus pais eram professores da Universidade de Porto Rico, Río Piedras. Seu avô a incentivou a estudar cinema quando criança. Ela obteve um bacharelado em sociologia na Universidade de Porto Rico (1986), um mestrado em antropologia visual e um mestrado em belas artes em cinema e vídeo na Temple University, Filadélfia (1991, 1994) e um doutorado. em Literatura Comparada da Universidade Rutgers, New Brunswick (2000).

## Filmes
Desde o final dos anos 80, Negrón-Muntaner explora questões de sexualidade, colonialismo, nacionalismo e migração nas comunidades diaspóricas porto-riquenhas e latinas. Em 1989, com Peter Biella, ela co-dirigiu AIDS no Barrio: Eso no me pasa a mí, um documentário educacional sobre a situação da comunidade porto-riquenha na Filadélfia e suas respostas à crise do HIV / AIDS .  Em 1994, ela lançou o premiado Brincando el charco: Retrato de uma porto-riquenha (Bienal de Whitney de 1995, Prêmio do Público no San Juan CinemaFest de 1995 e uma seleção de mérito no Festival de Cinema da Associação de Estudos da América Latina de 1995), o primeiro filme porto-riquenho em examinar questões de raça, gênero e homofobia no contexto da migração. Este filme, média-metragem mistura de documentário e ficção, é baseado nas experiências de Negrón-Muntaner como artista lésbica e ativista diaspórica porto-riquenha na Filadélfia e levou cinco anos para ser produzido. 

## Pesquisa
Negrón-Muntaner é um crítico cultural prolífico e interdisciplinar, cuja pesquisa fez contribuições significativas para os Estudos Latinos e Estudos do Caribe, entre outros campos. Em 1997, co-editou com Ramón Grosfoguel a antologia Jam porto-riquenho: repensando o colonialismo e o nacionalismo. Em 2004, Negrón-Muntaner publicou Boricua Pop: porto-riquenhos e a latinização da cultura americana (CHOICE Award 2004), uma coleção de ensaios que incluíam "Jennifer's Butt!", um texto de referência para a discussão da cultura popular contemporânea dos EUA. Neste ensaio, a autora se concentra nas representações da mídia de Jennifer Lopez. O livro também tem capítulos sobre West Side Story, Ricky Martin e Holly Woodlawn, com idéias interessantes sobre a homossexualidade porto-riquenha nos Estados Unidos. Negrón-Muntaner também editou vários livros adicionais, incluindo Nenhum dos anteriores: Porto-riquenhos na era global (Palgrave 2007)  e Atos soberanos (South End Press, 2009). 

## Ativismo político
Em 1997, Negrón-Muntaner escreveu o primeiro rascunho do que se tornaria "O Manifesto Radical sobre a Questão do Estado", uma intervenção política que buscava desafiar as idéias convencionais de soberania no Caribe. 

## Defesa da mídia
Negrón-Muntaner também contribuiu para a fundação de programas e instituições para divulgar o trabalho de cineastas e intelectuais latinos. É fundadora do Filmmakers Workshop do Miami Light Project, organizadora e arrecadadora de várias conferências sobre assuntos porto-riquenhos e latinos e membro do conselho fundador e ex-presidente da NALIP, a Associação Nacional de Produtores Independentes Latinos.
Durante seus três anos como presidente do conselho da NALIP, Negrón-Muntaner participou ativamente da criação dos programas de assinatura da organização (a conferência anual, Academia de Produtores Latinos e Laboratório de Escritores Latinos). Ela também fez parte da liderança responsável pela transformação da organização de uma operação inicial com algumas centenas de membros em 1999 na organização de produtores latinos mais importante do país, com mais de mil membros e um orçamento de US $ 1 milhão. 

## Prêmios
Por seu trabalho como estudiosa e cineasta, Negrón-Muntaner recebeu bolsas das fundações Ford, Truman, Scripps Howard e Rockefeller e uma Pew Fellowships in the Arts no 1994.  As principais fundações e fontes públicas de financiamento da televisão também apoiaram seu trabalho. Por seu trabalho como cineasta, advogada e estudiosa, ela foi nomeada como uma das "100 latinas mais influentes" do país pela revista Hispanic Business em 2005.  